# Windbach
Windbach är ett vattendrag i Antarktis. Det ligger i Sydshetlandsöarna. Argentina, Chile och Storbritannien gör anspråk på området. Windbach ligger vid sjöarna  Xi Hu Belén Lake Gaoshan Hu och Kiteschbach.